# 东方拟异双盘吸虫
东方拟异双盘吸虫（学名：Paradistomoides orientalis）为双腔科拟异双盘属的动物。分布于印度、台湾岛等地，营寄生生活，宿主变色树蜥、蜥虎，寄生于胆囊以及小肠。
其种加词“orientalis”意为“东方的”。